# Мирний (Красноармійський район, Челябінська область)
Мирний (рос. Мирный) — селище у Красноармійському районі Челябінської області Російської Федерації.
Входить до складу муніципального утворення Козиревське сільське поселення. Населення становить 2073 особи (2010).

## Історія
Від 13 січня 1941 року належить до Красноармійського району Челябінської області.
Згідно із законом від 9 липня 2004 року органом місцевого самоврядування є Козиревське сільське поселення.

## Населення
| 2002 | 2010  |
| ---- | ----- |
| 1840 | ↗2073 |